# Batorz Drugi
Batorz Drugi – wieś w Polsce położona w województwie lubelskim, w powiecie janowskim, w gminie Batorz.
Do 2023 miejscowość była częścią wsi Batorz.